# AS Verbroedering Geel
 (mars 2021).
La mise en forme du texte ne suit pas les recommandations de Wikipédia : il faut le « wikifier ».
Les points d'amélioration suivants sont les cas les plus fréquents. Le détail des points à revoir est peut-être précisé sur la page de discussion.
- Les titres sont pré-formatés par le logiciel. Ils ne sont ni en capitales, ni en gras.
- Le texte ne doit pas être écrit en capitales (les noms de famille non plus), ni en gras, ni en italique, ni en « petit »…
- Le gras n'est utilisé que pour surligner le titre de l'article dans l'introduction, une seule fois.
- L'italique est rarement utilisé : mots en langue étrangère, titres d'œuvres, noms de bateaux, etc.
- Les citations ne sont pas en italique mais en corps de texte normal. Elles sont entourées par des guillemets français : « et ».
- Les listes à puces sont à éviter, des paragraphes rédigés étant largement préférés. Les tableaux sont à réserver à la présentation de données structurées (résultats, etc.).
- Les appels de note de bas de page (petits chiffres en exposant, introduits par l'outil «  Source ») sont à placer entre la fin de phrase et le point final[comme ça].
- Les liens internes (vers d'autres articles de Wikipédia) sont à choisir avec parcimonie. Créez des liens vers des articles approfondissant le sujet. Les termes génériques sans rapport avec le sujet sont à éviter, ainsi que les répétitions de liens vers un même terme.
- Les liens externes sont à placer uniquement dans une section « Liens externes », à la fin de l'article. Ces liens sont à choisir avec parcimonie suivant les règles définies. Si un lien sert de source à l'article, son insertion dans le texte est à faire par les notes de bas de page.
- La présentation des références doit suivre les conventions bibliographiques. Il est recommandé d'utiliser les modèles {{Ouvrage}}, {{Chapitre}}, {{Article}}, {{Lien web}} et/ou {{Bibliographie}}. Le mode d'édition visuel peut mettre en forme automatiquement les références.
- Insérer une infobox (cadre d'informations à droite) n'est pas obligatoire pour parachever la mise en page.

Pour une aide détaillée, merci de consulter Aide:Wikification.
Si vous pensez que ces points ont été résolus, vous pouvez retirer ce bandeau et améliorer la mise en forme d'un autre article.
Ne pas confondre avec le KFC Verbroedering Geel, porteur du matricule 395 et disparu en 2008
Maillots
Actualités
Dernière mise à jour : 19 octobre 2024.
L'Allemaal Samen Verbroedering Geel est un club belge de football localisé à Geel. Fondé en 1934, ce club est porteur du matricule 2169. Ses couleurs sont le bleu et le blanc.
Le club évolue en 2018-2019 en Division 1 Amateur. C'est sa 42e saison en séries nationales.
Anciennement appelé Football Club Verbroedering Geel-Meerhout après un rapprochement en août 2008 entre la direction du Football Club Verbroedering Meerhout et d'anciens dirigeants du KFC Verbroedering Geel, qui venait de cesser ses activités. L'équipe fanion s'installe alors dans les installations de Geel tandis qu'aux couleurs noir et blanc vient s'ajouter le bleu de Geel.
Après son accession en deuxième division en 2013, le club prend son nom actuel.

## Historique
- 1914 : (environ), une équipe dénommée MEERHOUTSE KATTEN dispute des rencontres amicales.
- [[ en football|]] : Après la Première Guerre mondiale deux équipes se formèrent : une appelée JONG MAAR DAPPER constituée de jeunes du quartier du "Berg" et l'autre située au centre de la localité de Meerhout.

- 1924 : 13/09/1924, fondation de FOOTBALL CLUB MEERHOUT SPORT par fusion des deux équipes constituées peu après la fin de la  Guerre.
- 1927 : 14/01/1927, FOOTBALL CLUB MEERHOUT SPORT s'affilia à l'URBSFA. Le club se vit attribuer le numéro matricule 893. Ce club évoluait en Bleu et Blanc.
- 1934 : 01/03/1934, fondation de FOOTBALL CLUB HAND IN HAND MEERHOUT qui s'affilia à l'URBSFA, le 27/08/1934, sous la dénomination HAND IN HAND WEVERSBERG-MEERHOUT. Ce club reçut le numéro matricule 2169. Ce club fut fondé à la suite de la faillite d'une autre formation appelée DE RODE BAND constituée dans le quartier du "Weversberg" (Beaucoup de petites équipes jouaient autour de Meerhout et toutes ne furent pas membres de l'URBSFA). De 1934 à 1966, malgré la dénomination officielle, le club utilisa exclusivement le nom de FOOTBALL CLUB HAND IN HAND MEERHOUT. Le 28/07/1950, une demande d'officialisation de ce dernier titre fut déposée mais sans respect des exigences réglementaires et ne fut donc pas entérinée par l'URBSFA. Le HAND IN HAND jouait en Vert et Blanc.
- 1936 : Désaffiliation concomitante de l'URBSFA de cinq clubs débutants: HEZEMEER SPORT MEERHOUT (2017) (affiliation le 01/10/1933, démission le 07/03/1936) - BERG EN DAL MEERHOUT (2018) (affiliation le 01/10/1933, démission le 01/01/1936) - SPORT NA ARBEID MEERHOUT (2021) (affiliation le 01/10/1933, démission le 12/03/1936) - VLUG EN VRIJ MEERHOUT (2217) (affiliation le 16/01/1935, démission le 07/03/1936) - FOOTBALL CLUB ROOD BANDE MEERHOUT (2218) (affiliation le 17/01/1935, démission le 07/03/1936). Ces démissions peuvent-être contemporaine avec une fusion (non officielle) avec le FOOTBALL CLUB MEERHOUT SPORT (893) et/ou le HAND IN HAND WEVERSBERG-MEERHOUT (2619).
- 1952 : 19/08/1952, FOOTBALL CLUB MEERHOUT SPORT (893) fut reconnu Société Royale et prit le nom de KONINKLIJKE FOOTBALL CLUB MEERHOUT SPORT (893), le 09/10/1952.
- Années 1950 et 1960 - KONINKLIJKE FOOTBALL CLUB MEERHOUT SPORT et HAND IN HAND WEVERSBERG-MEERHOUT "végétaient" en provinciales. La rivalité entre le club du "Centre" et celui de "Weversberg" était très grande. Les derbies sont engagés sur la pelouse... et en dehors. Des voix s'élevèreent pour parler de fusion afin de renforcer les équipes et avoir de l'ambition. De fortes personnalités s'en mêlèrent comme le Bourgmestre Camps, les deux Présidents Vic Van Brabant et Jules Huybrechts et même le Commissaire de Police De Ceulaer. Finalement un accord fut trouvé.
- 1966 : 01/07/1966, fusion de KONINKLIJKE FOOTBALL CLUB MEERHOUT SPORT (893) et de HAND IN HAND WEVERSBERG-MEERHOUT (2169) pour former FOOTBALL CLUB VERBROEDERING MEERHOUT (2169)[1]. Le Club fusionné s'installa dans les installations de l'ancien HAND IN HAND et se choisit les couleurs Noir et Blanc. Le matricule 893 disparut.
- 1967 : FOOTBALL CLUB VERBROEDERING MEERHOUT (2169) accéda aux séries nationales pour la première fois. Le club y resta 20 saisons consécutives.
- 1997 : FOOTBALL CLUB VERBROEDERING MEERHOUT (2169) remonta en séries nationales après une absence de 10 ans. Il ne les a plus quittées depuis.
- 2008 : 13/08/2008, le K. FC VERBROEDERING GEEL transmet se demande de démission à l'URBSFA et arrête ses activités (Il fut radié par après). À la suite d'un rapprochement entre dirigeants, le FC VERBROEDERING MEERHOUT (2169) changea son appellation en FOOTBALL CLUB VERBROEDERING GEEL-MEERHOUT (2169). Il n'y eut aucune fusion.
- 2013 : 01/07/2013, FOOTBALL CLUB VERBROEDERING GEEL-MEERHOUT (2169) change sa dénomination et devient ALLE SAMEN VEBROEDERING GEEL (2169).

### Renvoi en Séries provinciales
Remonté en 2013 vers la Division 2, le club prend alors l'appellation de AS Verbroedering Geel. Il assure son maintien deux exercices consécutivement, mais lors de la réforme de 2016, il ne parvient pas à se décrocher une des sept places permettant de rester dans l'antichambre de l'élite.
Sportivement, le club passe ensuite deux saisons relativement tranquilles (8e puis 9e) dans le ventre mou d'un 3e niveau qui a pris le nom de "D1 Amateur". Alors que sa situation financière s'est compliquée, l'ASV Geel en peut éviter un des trois sièges descendants directs en fin de championnat 2018-2019.
La saison suivante voit les dettes s'accumuler dangereusement. Le club connaît des retards de paiement vis-à-vis des joueurs, mais également vis-à-vis de la sécurité sociale. La fédération belge de football intervient au printemps 2020 et signifie au club qu'il ne peut pas continuer d'évoluer en séries nationales et qu'il est renvoyé en 1re provinciale anversoise pour l'exercice 2020-2021. Ayant trouvé un "repreneur", le club espère être entendu et compris. Il épuise tous les recours possibles en interne à la fédération, mais n'obtient pas gain de cause . L'ASV Geel se porte devant la Cour belge d'arbitrage pour le sport (CBAS) ; mais il y est également débouté et doit se résoudre à descendre de deux divisions.

## Logo

Évolution du logo
Ancien logo du FC Verbr. Meerhout de [Quand ?] à [Quand ?]
Ancien logo du FC Verbr. Geel-Meerhout de [Quand ?] à 2013

## Résultats dans les divisions nationales
Statistiques mises à jour le 25 mars 2020 (terme de la saison 2018-2019)

### Palmarès
- 2 fois champion de Promotion en 2006 et 2010.

### Bilan
| Niv | Divisions     | Jouées | Titres | TM Up | TM Down |
| --- | ------------- | ------ | ------ | ----- | ------- |
| I   | 1re nationale | 0      | 0      |       |         |
| II  | 2e nationale  | 3      | 0      |       |         |
| III | 3e nationale  | 7      | 0      | 2     |         |
| IV  | 4e nationale  | 33     | 2      | 1     | 1       |
| V   | 5e nationale  | 0      | 0      |       |         |
|     |               |        |        |       |         |
|     | TOTAUX        | 43     | 2      | 3     | 1       |

- TM Up : test-match pour départager des égalités, ou toutes formes de Barrages ou de Tour final pour une montée éventuelle.
- TM Down : test-match pour départager des égalités, ou toutes formes de Barrages ou de Tour final pour le maintien.

### Classements saison par saison
| Ordre               | Saison  | Nom du club                    | Niveau                     | Classement final | Remarques               |
| ------------------- | ------- | ------------------------------ | -------------------------- | ---------------- | ----------------------- |
| 1                   | 1967-68 | FC Verbroedering Meerhout      | Promotion série B          | 3e/16            |                         |
| 2                   | 1968-69 | FC Verbroedering Meerhout      | Promotion série B          | 8e/16            |                         |
| 3                   | 1969-70 | FC Verbroedering Meerhout      | Promotion série B          | 9e/16            |                         |
| 4                   | 1970-71 | FC Verbroedering Meerhout      | Promotion série C          | 5e/16            |                         |
| 5                   | 1971-72 | FC Verbroedering Meerhout      | Promotion série C          | 4e/16            |                         |
| 6                   | 1972-73 | FC Verbroedering Meerhout      | Promotion série C          | 10e/16           |                         |
| 7                   | 1973-74 | FC Verbroedering Meerhout      | Promotion série D          | 6e/16            |                         |
| 8                   | 1974-75 | FC Verbroedering Meerhout      | Promotion série B          | 9e/16            |                         |
| 9                   | 1975-76 | FC Verbroedering Meerhout      | Promotion série C          | 6e/16            |                         |
| 10                  | 1976-77 | FC Verbroedering Meerhout      | Promotion série C          | 4e/16            |                         |
| 11                  | 1977-78 | FC Verbroedering Meerhout      | Promotion série B          | 13e/16           |                         |
| 12                  | 1978-79 | FC Verbroedering Meerhout      | Promotion série A          | 11e/16           |                         |
| 13                  | 1979-80 | FC Verbroedering Meerhout      | Promotion série C          | 10e/16           |                         |
| 14                  | 1980-81 | FC Verbroedering Meerhout      | Promotion série B          | 4e/16            |                         |
| 15                  | 1981-82 | FC Verbroedering Meerhout      | Promotion série D          | 5e/16            |                         |
| 16                  | 1982-83 | FC Verbroedering Meerhout      | Promotion série D          | 11e/16           |                         |
| 17                  | 1983-84 | FC Verbroedering Meerhout      | Promotion série C          | 13e/16           |                         |
| 18                  | 1984-85 | FC Verbroedering Meerhout      | Promotion série C          | 9e/16            |                         |
| 19                  | 1985-86 | FC Verbroedering Meerhout      | Promotion série B          | 6e/16            |                         |
| 20                  | 1986-87 | FC Verbroedering Meerhout      | Promotion série C          | 16e/16           | Relégué                 |
| séries provinciales |         |                                |                            |                  |                         |
| 21                  | 1997-98 | FC Verbroedering Meerhout      | Promotion série C          | 3e/16            |                         |
| 22                  | 1998-99 | FC Verbroedering Meerhout      | Promotion série C          | 12e/16           |                         |
| 23                  | 99-2000 | FC Verbroedering Meerhout      | Promotion série C          | 12e/16           |                         |
| 24                  | 2000-01 | FC Verbroedering Meerhout      | Promotion série C          | 5e/16            |                         |
| 25                  | 2001-02 | FC Verbroedering Meerhout      | Promotion série C          | 2e/16            | Tour final              |
| 26                  | 2002-03 | FC Verbroedering Meerhout      | Promotion série C          | 5e/16            |                         |
| 27                  | 2003-04 | FC Verbroedering Meerhout      | Promotion série C          | 13e/16           | Barragiste              |
| 28                  | 2004-05 | FC Verbroedering Meerhout      | Promotion série C          | 11e/16           |                         |
| 29                  | 2005-06 | FC Verbroedering Meerhout      | Promotion série C          | 1er/16           | Champion et promu       |
| 30                  | 2006-07 | FC Verbroedering Meerhout      | Division 3 série A         | 15e/16           | Relégué                 |
| 31                  | 2007-08 | FC Verbroedering Meerhout      | Promotion série C          | 8e/16            |                         |
| 32                  | 2008-09 | FC Verbroedering Geel-Meerhout | Promotion série C          | 5e/16            |                         |
| 33                  | 2009-10 | FC Verbroedering Geel-Meerhout | Promotion série C          | 1er/16           | Champion et promu       |
| 34                  | 2010-11 | FC Verbroedering Geel-Meerhout | Division 3 série A         | 8e/18            | Tour final              |
| 35                  | 2011-12 | FC Verbroedering Geel-Meerhout | Division 3 série B         | 9e/18            |                         |
| 36                  | 2012-13 | FC Verbroedering Geel-Meerhout | Division 3 série A         | 3e/18            | Promu via tour final    |
| 37                  | 2013-14 | AS Verbroedering Geel          | Division 2                 | 10e/18           |                         |
| 38                  | 2014-15 | AS Verbroedering Geel          | Division 2                 | 13e/18           |                         |
| 39                  | 2015-16 | AS Verbroedering Geel          | Division 2                 | 13e/17           | Relégué                 |
| 40                  | 2016-17 | AS Verbroedering Geel          | Division 1 Amateur         | 8e/16            |                         |
| 41                  | 2017-18 | AS Verbroedering Geel          | Division 1 Amateur         | 9e/16            |                         |
| 42                  | 2018-19 | AS Verbroedering Geel          | Division 1 Amateur         | 14e/16           | Relégué                 |
| 43                  | 2019-20 | AS Verbroedering Geel          | Division 2 Amateur série B | 12e/16           | Renvoi en Provinciale ! |
| séries provinciales |         |                                |                            |                  |                         |